# Bayer 04 Leverkusen Fußball 2024-2025
Questa voce raccoglie le informazioni riguardanti il Bayer 04 Leverkusen Fußball nelle competizioni ufficiali della stagione 2024-2025.

## Divise e sponsor
| Casa | Trasferta | Terza Divisa |

## Rosa
Rosa e numerazione aggiornate al 29 gennaio 2025.
| N. |                           | Ruolo | Calciatore       |
| -- | ------------------------- | ----- | ---------------- |
| 1  | Finlandia (bandiera)      | P     | Lukáš Hrádecký   |
| 3  | Ecuador (bandiera)        | D     | Piero Hincapié   |
| 4  | Germania (bandiera)       | D     | Jonathan Tah     |
| 6  | Costa d'Avorio (bandiera) | D     | Odilon Kossounou |
| 7  | Germania (bandiera)       | A     | Jonas Hofmann    |
| 8  | Germania (bandiera)       | C     | Robert Andrich   |
| 10 | Germania (bandiera)       | C     | Florian Wirtz    |
| 11 | Francia (bandiera)        | A     | Martin Terrier   |
| 12 | Burkina Faso (bandiera)   | D     | Edmond Tapsoba   |
| 13 | Brasile (bandiera)        | D     | Arthur           |
| 14 | Rep. Ceca (bandiera)      | A     | Patrik Schick    |
| 16 | Argentina (bandiera)      | C     | Emiliano Buendía |
| 17 | Slovacchia (bandiera)     | P     | Matěj Kovář      |

| N. |                        | Ruolo | Calciatore         |
| -- | ---------------------- | ----- | ------------------ |
| 19 | Nigeria (bandiera)     | A     | Nathan Tella       |
| 20 | Spagna (bandiera)      | D     | Alejandro Grimaldo |
| 21 | Francia (bandiera)     | C     | Amine Adli         |
| 22 | Nigeria (bandiera)     | A     | Victor Boniface    |
| 23 | Francia (bandiera)     | D     | Nordi Mukiele      |
| 24 | Spagna (bandiera)      | C     | Aleix García       |
| 25 | Argentina (bandiera)   | C     | Exequiel Palacios  |
| 30 | Paesi Bassi (bandiera) | D     | Jeremie Frimpong   |
| 34 | Svizzera (bandiera)    | C     | Granit Xhaka       |
| 36 | Germania (bandiera)    | P     | Niklas Lomb        |
| 44 | Francia (bandiera)     | D     | Jeanuël Belocian   |
| 47 | Germania (bandiera)    | C     | Ayman Aourir       |

## Calciomercato

### Sessione estiva
| Acquisti         | Acquisti         | Acquisti            | Acquisti                  |
| R.               | Nome             | da                  | Modalità                  |
| ---------------- | ---------------- | ------------------- | ------------------------- |
| A                | Martin Terrier   | Rennes              | definitivo (20 milioni €) |
| C                | Aleix García     | Girona              | definitivo (18 milioni €) |
| D                | Jeanuël Belocian | Rennes              | definitivo (15 milioni €) |
| D                | Nordi Mukiele    | Paris Saint-Germain | prestito                  |
| Altre operazioni |                  |                     |                           |
| R.               | Nome             | da                  | Modalità                  |
| A                | Sardar Azmoun    | Roma                | fine prestito             |
| P                | Patrick Pentz    | Brøndby             | fine prestito             |
| D                | Sadik Fofana     | Fortuna Sittard     | fine prestito             |

| Cessioni         | Cessioni            | Cessioni           | Cessioni                    |
| R.               | Nome                | a                  | Modalità                    |
| ---------------- | ------------------- | ------------------ | --------------------------- |
| D                | Odilon Kossounou    | Atalanta           | prestito (5 milioni €)      |
| A                | Adam Hložek         | Hoffenheim         | definitivo (18 milioni €)   |
| A                | Sardar Azmoun       | Shabab Al-Ahli     | definitivo (2,55 milioni €) |
| P                | Patrick Pentz       | Brøndby            | definitivo (2,55 milioni €) |
| C                | Noah Mbamba         | Fortuna Düsseldorf | prestito                    |
| C                | Gustavo Puerta      | Hull City          | prestito                    |
| D                | Timothy Fosu-Mensah |                    | svincolato                  |
| Altre operazioni |                     |                    |                             |
| R.               | Nome                | da                 | Modalità                    |
| D                | Josip Stanišić      | Bayern Monaco      | fine prestito               |
| A                | Borja Iglesias      | Betis              | fine prestito               |

### Sessione invernale
| Acquisti         | Acquisti         | Acquisti           | Acquisti      |
| R.               | Nome             | da                 | Modalità      |
| ---------------- | ---------------- | ------------------ | ------------- |
| C                | Emiliano Buendía | Aston Villa        | prestito      |
| Altre operazioni |                  |                    |               |
| R.               | Nome             | da                 | Modalità      |
| C                | Noah Mbamba      | Fortuna Düsseldorf | fine prestito |

| Cessioni         | Cessioni         | Cessioni         | Cessioni         |
| R.               | Nome             | a                | Modalità         |
| Altre operazioni | Altre operazioni | Altre operazioni | Altre operazioni |
| R.               | Nome             | da               | Modalità         |
| ---------------- | ---------------- | ---------------- | ---------------- |
| D                | Sadik Fofana     | Grazer AK        | gratuito         |
| C                | Noah Mbamba      | Dender           | prestito         |

## Risultati

### Bundesliga

#### Girone di andata
| Arbitro: | Schröder (Hannover) |

|                            |           |                             |
| Elvedi 59’ Kleindienst 85’ | Marcatori | 12’ Xhaka 38’, 90+11’ Wirtz |

| Arbitro: | Jöllenbeck (Friburgo in Brisgovia) |

|                           |           |                             |
| Frimpong 39’ Grimaldo 45’ | Marcatori | 45+7’ Kampl 57’, 80’ Openda |

| Arbitro: | Schlager (Hügelsheim) |

|                |           |                                                |
| M. Berisha 37’ | Marcatori | 17’ Terrier 30’, 75’ Boniface 72’ (rig.) Wirtz |

| Arbitro: | Stegemann (Niederkassel) |

|                                               |           |                                              |
| Wirtz 14’ Tah 32’ Hincapié 49’ Boniface 90+3’ | Marcatori | 5’ (aut.) Mukiele 37’ Bornauw 45+1’ Svanberg |

| Arbitro: | Zwayer (Berlino) |

|              |           |             |
| Pavlović 39’ | Marcatori | 31’ Andrich |

| Arbitro: | Hartmann (Wangen im Allgäu) |

|                        |           |                                |
| Boniface 4’ Hofmann 8’ | Marcatori | 45+5’ Geschwill 69’ (rig.) Arp |

| Arbitro: | Brych (Monaco di Baviera) |

|                          |           |                     |
| Andrich 25’ Boniface 72’ | Marcatori | 16’ (rig.) Marmoush |

| Arbitro: | Badstübner (Norimberga) |

|                        |           |                             |
| Ducksch 74’ Schmid 90’ | Marcatori | 30’ Boniface 77’ (aut.) Agu |

| Leverkusen 1º novembre 2024, ore 20:45 CET 9ª giornata | Bayer Leverkusen  | 0 – 0 referto | Stoccarda | BayArena (30 210 spett.)\| Arbitro: \| Siebert (Berlino) \| |
| Arbitro:                                               | Siebert (Berlino) |               |           |                                                             |

| Arbitro: | Hartmann (Wangen im Allgäu) |

|             |           |            |
| Miyoshi 89’ | Marcatori | 18’ Schick |

| Arbitro: | Dankert (Rostock) |

|                                             |           |                       |
| Palacios 30’ Schick 32’, 52’, 71’ Xhaka 82’ | Marcatori | 10’ Dorsch 21’ Honsak |

| Arbitro: | Dingert (Lebecksmühle) |

|           |           |                        |
| Jeong 29’ | Marcatori | 2’ Frimpong 71’ Schick |

| Arbitro: | Jöllenbeck (Friburgo in Brisgovia) |

|                  |           |                |
| Wirtz 6’ Tah 21’ | Marcatori | 84’ Guilavogui |

| Arbitro: | Zwayer (Berlino) |

|  |           |                       |
|  | Marcatori | 14’ Terrier 40’ Wirtz |

| Arbitro: | Stieler (Amburgo) |

|                                       |           |           |
| Schick 45+1’, 67’, 74’, 77’ Wirtz 51’ | Marcatori | 55’ Grifo |

| Arbitro: | Stieler (Amburgo) |

|                                 |           |                         |
| Gittens 12’ Guirassy 79’ (rig.) | Marcatori | 1’ Tella 8’, 19’ Schick |

| Arbitro: | Welz (Wiesbaden) |

|              |           |  |
| Grimaldo 48’ | Marcatori |  |

#### Girone di ritorno
| Arbitro: | Osmers (Hannover) |

|                                  |           |                   |
| Wirtz 32’, 62’ (rig.) Schick 74’ | Marcatori | 90+1’ Kleindienst |

| Arbitro: | Dankert (Rostock) |

|                             |           |                          |
| Raum 41’ Tapsoba 85’ (aut.) | Marcatori | 18’ Schick 36’ A. García |

| Arbitro: | Braun |

|                                      |           |           |
| Boniface 15’ Frimpong 19’ Schick 51’ | Marcatori | 62’ Orban |

| Wolfsburg 8 febbraio 2025, ore 15:30 CET 21ª giornata | Wolfsburg                | 0 – 0 referto | Bayer Leverkusen | Volkswagen-Arena (27 000 spett.)\| Arbitro: \| Stegemann (Niederkassel) \| |
| Arbitro:                                              | Stegemann (Niederkassel) |               |                  |                                                                            |

| Leverkusen 15 febbraio 2025, ore 18:30 CET 22ª giornata | Bayer Leverkusen  | 0 – 0 referto | Bayern Monaco | BayArena (30 210 spett.)\| Arbitro: \| Siebert (Berlino) \| |
| Arbitro:                                                | Siebert (Berlino) |               |               |                                                             |

| Arbitro: | Schlager (Hügelsheim) |

|  |           |                    |
|  | Marcatori | 9’ Schick 45’ Adli |

| Arbitro: | Zwayer (Berlino) |

|             |           |                                                |
| Ekitike 37’ | Marcatori | 26’ Tella 29’ Mukiele 33’ Schick 62’ A. García |

| Arbitro: | Welz (Wiesbaden) |

|  |           |                         |
|  | Marcatori | 7’ Schmid 90+4’ Njinmah |

| Arbitro: | Siebert (Berlino) |

|                                              |           |                                                           |
| Demirović 15’ Woltemade 48’ Xhaka 62’ (aut.) | Marcatori | 56’ Frimpong 68’ Hincapié 88’ (aut.) Stiller 90+4’ Schick |

| Arbitro: | Jablonski (Brema) |

|                                     |           |              |
| A. García 20’ Boniface 60’ Adli 87’ | Marcatori | 26’ Passlack |

| Arbitro: | Stieler (Sölden) |

|  |           |               |
|  | Marcatori | 90+1’ Buendía |

| Leverkusen 12 aprile 2025, ore 15:30 CEST 29ª giornata | Bayer Leverkusen  | 0 – 0 referto | Union Berlino | BayArena (30 000 spett.)\| Arbitro: \| Dankert (Rostock) \| |
| Arbitro:                                               | Dankert (Rostock) |               |               |                                                             |

| Arbitro: | Storks (Rasdorf) |

|               |           |            |
| Boukhalfa 78’ | Marcatori | 32’ Schick |

| Arbitro: | Dingert (Lebecksmühle) |

|                          |           |  |
| Schick 13’ Buendía 45+1’ | Marcatori |  |

| Arbitro: | Siebert (Berlino) |

|                                   |           |                     |
| Eggestein 44’ Hincapié 49’ (aut.) | Marcatori | 82’ Wirtz 90+3’ Tah |

| Arbitro: | Aytekin |

|                            |           |                                                 |
| Frimpong 31’ Hofmann 90+2’ | Marcatori | 33’ Brandt 43’ Ryerson 73’ Adeyemi 77’ Guirassy |

| Arbitro: | Reichel (Stoccarda) |

|                               |           |                        |
| Nebel 35’ Burkardt 63’ (rig.) | Marcatori | 49’ (rig.), 54’ Schick |

### DFB-Pokal
| Arbitro: | Welz |

|  |           |             |
|  | Marcatori | 52’ Hofmann |

| Arbitro: | Brand (Unterspiesheim) |

|                             |           |  |
| Schick 2’, 9’ A. García 36’ | Marcatori |  |

| Arbitro: | Osmers (Hannover) |

|  |           |           |
|  | Marcatori | 69’ Tella |

| Arbitro: | Willenborg (Osnabrück) |

|                                |           |                        |
| Schick 61’, 90+6’ Boniface 98’ | Marcatori | 45+10’ Downs 54’ Maina |

| Arbitro: | Osmers (Hannover) |

|                       |           |         |
| Wörl 20’ Großer 45+3’ | Marcatori | 17’ Tah |

### Supercoppa di Germania
| Arbitro: | Stieler (Amburgo) |

|                                |                      |                                      |
| Boniface 11’ Schick 88’        | Marcatori            | 15’ Millot 63’ Undav                 |
| Schick Grimaldo García Tapsoba | Tiri di rigore 4 – 3 | Millot Demirović Krätzig Undav Silas |

### UEFA Champions League

#### Fase campionato
| Arbitro: | Massa |

|  |           |                                                     |
|  | Marcatori | 5’, 36’ Wirtz 30’ Grimaldo 44’ (aut.) Wellenreuther |

| Arbitro: | Schärer |

|              |           |  |
| Boniface 51’ | Marcatori |  |

| Arbitro: | Kružliak |

|                |           |           |
| Lees-Melou 39’ | Marcatori | 24’ Wirtz |

| Arbitro: | Makkelie |

|                                   |           |  |
| L. Díaz 61’, 83’, 90+2’ Gakpo 63’ | Marcatori |  |

| Arbitro: | Balakin |

|                                                         |           |  |
| Wirtz 8’ (rig.), 30’ Grimaldo 11’ Schick 61’ García 72’ | Marcatori |  |

| Arbitro: | Vinčić |

|             |           |  |
| Mukiele 90’ | Marcatori |  |

| Arbitro: | Massa |

|                     |           |                |
| J. Álvarez 52’, 90’ | Marcatori | 45+1’ Hincapié |

| Arbitro: | Kabakov |

|                     |           |  |
| Wirtz 32’ Tella 64’ | Marcatori |  |

#### Fase a eliminazione diretta

##### Ottavi di finale
| Arbitro: | Oliver |

|                                 |           |  |
| Kane 9’, 75’ (rig.) Musiala 54’ | Marcatori |  |

| Arbitro: | Vinčić |

|  |           |                     |
|  | Marcatori | 52’ Kane 71’ Davies |

## Statistiche
Aggiornate al 17 maggio 2025

### Statistiche di squadra
| Competizione           | Punti | In casa | In casa | In casa | In casa | In casa | In casa | In trasferta | In trasferta | In trasferta | In trasferta | In trasferta | In trasferta | In campo neutro | In campo neutro | In campo neutro | In campo neutro | In campo neutro | In campo neutro | Totale | Totale | Totale | Totale | Totale | Totale | DR  |
| Competizione           | Punti | G       | V       | N       | P       | Gf      | Gs      | G            | V            | N            | P            | Gf           | Gs           | G               | V               | N               | P               | Gf              | Gs              | G      | V      | N      | P      | Gf     | Gs     | DR  |
| ---------------------- | ----- | ------- | ------- | ------- | ------- | ------- | ------- | ------------ | ------------ | ------------ | ------------ | ------------ | ------------ | --------------- | --------------- | --------------- | --------------- | --------------- | --------------- | ------ | ------ | ------ | ------ | ------ | ------ | --- |
| Bundesliga             | 69    | 17      | 10      | 4       | 3       | 36      | 22      | 17           | 9            | 8            | 0            | 36           | 21           | -               | -               | -               | -               | -               | -               | 34     | 19     | 12     | 3      | 72     | 43     | +29 |
| Coppa di Germania      | -     | 2       | 2       | 0       | 0       | 6       | 2       | 3            | 2            | 0            | 1            | 3            | 2            |                 |                 |                 |                 |                 |                 | 5      | 4      | 0      | 1      | 9      | 4      | +5  |
| Supercoppa di Germania | -     | 1       | 0       | 1       | 0       | 2       | 2       | -            | -            | -            | -            | -            | -            | -               | -               | -               | -               | -               | -               | 1      | 0      | 1      | 0      | 2      | 2      | 0   |
| Champions League       | 16    | 5       | 4       | 0       | 1       | 9       | 2       | 5            | 1            | 1            | 3            | 6            | 10           |                 |                 |                 |                 |                 |                 | 10     | 5      | 1      | 4      | 15     | 12     | +3  |
| Totale                 | -     | 25      | 16      | 5       | 4       | 53      | 28      | 25           | 12           | 9            | 4            | 45           | 33           | -               | -               | -               | -               | -               | -               | 50     | 28     | 14     | 8      | 98     | 61     | +37 |

### Andamento in campionato
| Giornata  | 1 | 2 | 3 | 4 | 5 | 6 | 7 | 8 | 9 | 10 | 11 | 12 | 13 | 14 | 15 | 16 | 17 | 18 | 19 | 20 | 21 | 22 | 23 | 24 | 25 | 26 | 27 | 28 | 29 | 30 | 31 | 32 | 33 | 34 |
| --------- | - | - | - | - | - | - | - | - | - | -- | -- | -- | -- | -- | -- | -- | -- | -- | -- | -- | -- | -- | -- | -- | -- | -- | -- | -- | -- | -- | -- | -- | -- | -- |
| Luogo     | T | C | T | C | T | C | C | T | C | T  | C  | T  | C  | T  | C  | T  | C  | C  | T  | C  | T  | C  | T  | T  | C  | T  | C  | T  | C  | T  | C  | T  | C  | T  |
| Risultato | V | P | V | V | N | N | V | N | N | N  | V  | V  | V  | V  | V  | V  | V  | V  | N  | V  | N  | N  | V  | V  | P  | V  | V  | V  | N  | N  | V  | N  | P  | N  |
| Posizione | 4 | 8 | 5 | 2 | 4 | 5 | 4 | 3 | 4 | 4  | 4  | 3  | 3  | 2  | 2  | 2  | 2  | 2  | 2  | 2  | 2  | 2  | 2  | 2  | 2  | 2  | 2  | 2  | 2  | 2  | 2  | 2  | 2  | 2  |

Legenda:

Luogo: C = Casa; T = Trasferta. Risultato: V = Vittoria; N = Pareggio; P = Sconfitta.

### Andamento in Champions League
| Giornata  | 1 | 2 | 3 | 4  | 5 | 6 | 7 | 8 |
| --------- | - | - | - | -- | - | - | - | - |
| Luogo     | T | C | T | T  | C | C | T | C |
| Risultato | V | V | N | P  | V | V | P | V |
| Posizione | 3 | 4 | 6 | 13 | 6 | 4 | 8 | 6 |

Legenda:

Luogo: C = Casa; T = Trasferta. Risultato: V = Vittoria; N = Pareggio; P = Sconfitta.

### Statistiche dei giocatori
In corsivo i giocatori che hanno lasciato la squadra a stagione già iniziata.
| Giocatore   | Bundesliga | Bundesliga | Bundesliga  | Bundesliga | Coppa di Germania | Coppa di Germania | Coppa di Germania | Coppa di Germania | Supercoppa di Germania | Supercoppa di Germania | Supercoppa di Germania | Supercoppa di Germania | Champions League | Champions League | Champions League | Champions League | Totale   | Totale | Totale      | Totale     |
| Giocatore   | Presenze   | Reti       | Ammonizioni | Espulsioni | Presenze          | Reti              | Ammonizioni       | Espulsioni        | Presenze               | Reti                   | Ammonizioni            | Espulsioni             | Presenze         | Reti             | Ammonizioni      | Espulsioni       | Presenze | Reti   | Ammonizioni | Espulsioni |
| ----------- | ---------- | ---------- | ----------- | ---------- | ----------------- | ----------------- | ----------------- | ----------------- | ---------------------- | ---------------------- | ---------------------- | ---------------------- | ---------------- | ---------------- | ---------------- | ---------------- | -------- | ------ | ----------- | ---------- |
| A. Adli     | 20         | 2          | 3           | 0          | 2                 | 0                 | 0                 | 0                 | 1                      | 0                      | 0                      | 0                      | 5                | 0                | 0                | 0                | 28       | 2      | 3           | 0          |
| R. Andrich  | 23         | 2          | 7           | 0          | 4                 | 0                 | 1                 | 0                 | 1                      | 0                      | 0                      | 0                      | 7                | 0                | 2                | 0                | 35       | 2      | 10          | 0          |
| Arthur      | 20         | 0          | 1           | 0          | 3                 | 0                 | 0                 | 0                 | 0                      | 0                      | 0                      | 0                      | 5                | 0                | 0                | 0                | 28       | 0      | 1           | 0          |
| J. Belocian | 5          | 0          | 1           | 0          | 1                 | 0                 | 0                 | 0                 | 1                      | 0                      | 0                      | 0                      | 2                | 0                | 0                | 0                | 9        | 0      | 1           | 0          |
| V. Boniface | 19         | 8          | 2           | 0          | 3                 | 1                 | 1                 | 0                 | 1                      | 1                      | 1                      | 0                      | 4                | 1                | 0                | 0                | 27       | 11     | 4           | 0          |
| E. Buendía  | 11         | 2          | 0           | 0          | 1                 | 0                 | 0                 | 0                 | 0                      | 0                      | 0                      | 0                      | 2                | 0                | 1                | 0                | 14       | 2      | 1           | 0          |
| J. Frimpong | 33         | 5          | 4           | 0          | 4                 | 0                 | 0                 | 0                 | 1                      | 0                      | 1                      | 0                      | 10               | 0                | 2                | 0                | 48       | 5      | 7           | 0          |
| A. García   | 28         | 3          | 3           | 0          | 3                 | 1                 | 1                 | 0                 | 1                      | 0                      | 0                      | 0                      | 10               | 1                | 2                | 0                | 42       | 5      | 6           | 0          |
| A. Grimaldo | 32         | 1          | 7           | 1          | 5                 | 0                 | 1                 | 0                 | 1                      | 0                      | 0                      | 0                      | 10               | 2                | 0                | 0                | 48       | 3      | 8           | 1          |
| M. Hermoso  | 4          | 0          | 0           | 0          | 1                 | 0                 | 0                 | 0                 | 0                      | 0                      | 0                      | 0                      | 2                | 0                | 1                | 0                | 7        | 0      | 1           | 0          |
| P. Hincapié | 32         | 2          | 8           | 0          | 3                 | 0                 | 0                 | 0                 | 1                      | 0                      | 0                      | 0                      | 9                | 1                | 2                | 1                | 45       | 3      | 10          | 1          |
| J. Hofmann  | 11         | 2          | 1           | 0          | 2                 | 1                 | 0                 | 0                 | 0                      | 0                      | 0                      | 0                      | 4                | 0                | 0                | 0                | 17       | 3      | 1           | 0          |
| L. Hrádecký | 29         | -38        | 1           | 0          | 1                 | -2                | 0                 | 0                 | 1                      | -2                     | 0                      | 0                      | 4                | -6               | 1                | 0                | 35       | -48    | 2           | 0          |
| M. Kovář    | 5          | -5         | 0           | 0          | 4                 | -2                | 1                 | 0                 | 0                      | -0                     | 0                      | 0                      | 6                | -6               | 0                | 0                | 15       | -13    | 1           | 0          |
| N. Mukiele  | 15         | 0          | 4           | 0          | 4                 | 0                 | 1                 | 0                 | 0                      | 0                      | 0                      | 0                      | 5                | 1                | 2                | 1                | 24       | 1      | 7           | 1          |
| F. Onyeka   | 0          | 0          | 0           | 0          | 1                 | 0                 | 0                 | 0                 | 0                      | 0                      | 0                      | 0                      | 1                | 0                | 0                | 0                | 2        | 0      | 0           | 0          |
| E. Palacios | 24         | 1          | 2           | 0          | 4                 | 0                 | 0                 | 0                 | 0                      | 0                      | 0                      | 0                      | 10               | 0                | 0                | 0                | 38       | 1      | 2           | 0          |
| G. Puerta   | 0          | 0          | 0           | 0          | 0                 | 0                 | 0                 | 0                 | 0                      | 0                      | 0                      | 0                      | 0                | 0                | 0                | 0                | 0        | 0      | 0           | 0          |
| P. Schick   | 31         | 21         | 4           | 0          | 5                 | 4                 | 0                 | 0                 | 1                      | 0                      | 0                      | 0                      | 8                | 1                | 1                | 0                | 45       | 26     | 5           | 0          |
| A. Stepanov | 0          | 0          | 0           | 0          | 0                 | 0                 | 0                 | 0                 | 0                      | 0                      | 0                      | 0                      | 2                | 0                | 0                | 0                | 2        | 0      | 0           | 0          |
| J. Tah      | 33         | 2          | 3           | 0          | 5                 | 1                 | 0                 | 0                 | 1                      | 0                      | 0                      | 0                      | 10               | 0                | 2                | 0                | 49       | 3      | 5           | 0          |
| E. Tapsoba  | 29         | 0          | 4           | 0          | 4                 | 0                 | 2                 | 0                 | 1                      | 0                      | 1                      | 0                      | 9                | 0                | 1                | 0                | 43       | 0      | 8           | 0          |
| N. Tella    | 27         | 2          | 1           | 0          | 5                 | 1                 | 1                 | 0                 | 1                      | 0                      | 0                      | 0                      | 7                | 1                | 1                | 0                | 40       | 4      | 3           | 0          |
| M. Terrier  | 15         | 2          | 1           | 0          | 0                 | 0                 | 0                 | 0                 | 1                      | 0                      | 0                      | 1                      | 3                | 0                | 0                | 0                | 19       | 2      | 1           | 1          |
| F. Wirtz    | 31         | 10         | 3           | 0          | 4                 | 0                 | 2                 | 0                 | 1                      | 0                      | 1                      | 0                      | 9                | 6                | 2                | 0                | 45       | 16     | 8           | 0          |
| G. Xhaka    | 33         | 2          | 3           | 0          | 5                 | 0                 | 1                 | 0                 | 1                      | 0                      | 1                      | 0                      | 10               | 0                | 3                | 0                | 49       | 2      | 8           | 0          |